# Australie aux Jeux olympiques d'été de 2004
L'Australie participe aux Jeux olympiques d'été de 2004 à Athènes. Il s'agit de sa 25e participation à des Jeux d'été. Elle a remporté 49 médailles dont 17 en or, et est ainsi classée à la quatrième place du tableau des médailles.

## Liste des médaillés australiens

### Médailles d'or
| Sport               | Discipline                      | Sportifs | Performance |
| ------------------- | ------------------------------- | --- | ----------- |
| Médailles d'or : 17 |                                 | |             |
| Aviron              | Deux sans barreur (H)           | Drew Ginn, James Tomkins |             |
| Cyclisme sur piste  | Vitesse individuelle (H)        | Ryan Bayley |             |
| Cyclisme sur piste  | 500 m (F)                       | Anna Meares |             |
| Cyclisme sur piste  | Keirin (H)                      | Ryan Bayley |             |
| Cyclisme sur piste  | Américaine (H)                  | Graeme Brown, Stuart O'Grady |             |
| Cyclisme sur piste  | Poursuite par équipes(H)        | Graeme Brown, Brett Lancaster, Bradley McGee, Luke Roberts, Peter Dawson, Stephen Wooldridge |             |
| Cyclisme sur piste  | Course en ligne (F)             | Sara Carrigan |             |
| Hockey sur gazon    | Hommes                          | Michael Brennan, Travis Brooks, Dean Butler, Liam de Young, Jamie Dwyer, Nathan Eglington, Troy Elder, Bevan George, Robert Hammond, Mark Hickman, Mark Knowles, Brent Livermore, Michael McCann, Stephen Mowlam, Grant Schubert, Matthew Wells |             |
| Natation            | 100 m nage libre (F)            | Jodie Henry |             |
| Natation            | 100 m papillon (F)              | Petria Thomas |             |
| Natation            | 200 m nage libre (H)            | Ian Thorpe |             |
| Natation            | 400 m nage libre (H)            | Ian Thorpe |             |
| Natation            | 1 500 m nage libre (H)          | Grant Hackett |             |
| Natation            | Relais 4 × 100 m nage libre (F) | Alice Mills Lisbeth Lenton Petria Thomas Jodie Henry Sarah Ryan |             |
| Natation            | Relais 4 × 100 m 4 nages (F)    | Brooke Hanson Jessicah Schipper Alice Mills Giaan Rooney Leisel Jones Petria Thomas Jodie Henry |             |
| Plongeon            | 10 m (F)                        | Chantelle Newbery |             |
| Tir                 | Trap (F)                        | Suzanne Balogh |             |

### Médailles d'argent
| Sport                   | Discipline                           | Sportifs | Performance   |
| ----------------------- | ------------------------------------ | --- | ------------- |
| Médailles d'argent : 16 |                                      | |               |
| Athlétisme              | Relais 4 × 400 m (H)                 | John Steffensen, Mark Ormrod, Patrick Dwyer, Clinton Hill | 3 min 00 s 60 |
| Aviron                  | Quatre sans barreur poids légers (H) | Glen Loftus, Anthony Edwards, Ben Cureton, Simon Burgess |               |
| Baseball                | Hommes                               | Jeff Williams, Glenn Williams, Ben Wigmore, Rodney Van Buizen, Andrew Utting, Richard Thompson, Brett Tamburrino, Phil Stockman, John Stephens, Ryan Rowland-Smith, Brett Roneberg, Chris Oxspring, Wayne Ough, Trent Oeltjen, David Nilsson, Graeme Lloyd, Craig Lewis, Brendan Kingman, Nick Kimpton, Paul Gonzalez, Gavin Fingleson, Adrian Burnside, Thomas Brice, Craig Anderson |               |
| Basket-ball             | Femmes                               | Lauren Jackson, Rachael Sporn, Natalie Porter, Belinda Snell, Laura Summerton, Kristi Harrower, Trisha Fallon, Suzy Batkovic, Penny Taylor, Sandy Brondello, Allison Tranquilli, Alicia Poto |               |
| Canoë-kayak             | K1 500 m (H)                         | Nathan Baggaley |               |
| Canoë-kayak             | K2 500 m (H)                         | Clint Robinson, Nathan Baggaley |               |
| Cyclisme sur piste      | Poursuite individuelle (H)           | Bradley McGee |               |
| Cyclisme sur piste      | Poursuite individuelle (F)           | Katie Mactier |               |
| Natation                | 100 m brasse (F)                     | Brooke Hanson |               |
| Natation                | 200 m brassent (F)                   | Leisel Jones |               |
| Natation                | 200 m papillon (F)                   | Petria Thomas |               |
| Natation                | 400 m nage libre (H)                 | Grant Hackett |               |
| Natation                | Relais 4 × 200 m nage libre (H)      | Grant Hackett, Michael Klim, Nicholas Sprenger, Ian Thorpe, Todd Pearson, Antony Matkovich, Craig Stevens |               |
| Softball                | Femmes                               | Kerry Wyborn, Brooke Wilkins, Natalie Ward, Natalie Titcume, Melanie Roche, Stacey Porter, Tracey Mosley, Simmone Morrow, Natalie Hodgskin, Tanya Harding, Peta Edebone, Amanda Doman, Fiona Crawford, Marissa Carpadios, Sandra Allen |               |
| Plongeon                | Plateforme 10 m (H)                  | Mathew Helm |               |
| Triathlon               | Femmes                               | Loretta Harrop |               |

### Médailles de bronze
| Sport                    | Discipline                           | Sportifs | Performance     |
| ------------------------ | ------------------------------------ | --- | --------------- |
| Médailles de bronze : 17 |                                      | |                 |
| Athlétisme               | Marche 20 km (H)                     | Nathan Deakes | 1 h 20 min 02 s |
| Athlétisme               | Marche 20 km (F)                     | Jane Saville | 1 h 29 min 25 s |
| Aviron                   | Quatre de couple (F)                 | Dana Faletic, Rebecca Sattin, Amber Bradley, Kerry Hore                                                                              |                 |
| Aviron                   | Huit (H)                             | Stefan Szczurowski, Stuart Reside, Stuart Welch, James Stewart, Geoffrey Stewart, Bo Hanson, Mike McKay, Steve Stewart, Michael Toon |                 |
| Cyclisme sur piste       | Keirin (H)                           | Shane Kelly |                 |
| Cyclisme sur piste       | Vitesse individuelle (F)             | Anna Meares |                 |
| Cyclisme sur route       | Contre la montre (H)                 | Michael Rodgers | 58 min 01 s 67  |
| Natation                 | 100 m brasse (F)                     | Leisel Jones |                 |
| Natation                 | 100 m nage libre (H)                 | Ian Thorpe |                 |
| Natation                 | 50 m nage libre (F)                  | Lisbeth Lenton |                 |
| Plongeon                 | Plateforme 10 m (F)                  | Loudy Tourky |                 |
| Plongeon                 | Plongeon synchronisé à 3 mètres (H)  | Steven Barnett, Robert Newbery |                 |
| Plongeon                 | Plongeon synchronisé à 3 mètres (F)  | Irina Lashko, Chantelle Newbery |                 |
| Plongeon                 | Plongeon synchronisé à 10 mètres (H) | Mathew Helm, Robert Newbery |                 |
| Tennis                   | Femmes simple                        | Alicia Molik |                 |
| Tir                      | Trap (H)                             | Adam Vella |                 |
| Tir à l'arc              | Hommes simple                        | Tim Cuddihy |                 |

## Engagés australiens par sport

### Équitation
- Rebel Morrow, onzième de l'épreuve individuelle et sixième de l'épreuve par équipes de concours complet.